# Castello di Ugento
Il Castello di Ugento è un complesso architettonico fortificato situato nel comune di Ugento in provincia di Lecce.

## Storia
Il castello si erge sul punto più alto della città. Un primo impianto dell’edificio  risale alla fase tardo imperiale, III-IV secolo d.c., successivamente modificato e completato dai Normanni sul finire dell’anno Mille. È proprio con l’arrivo dei Normanni che Ugento rinasce; viene istituita una sede episcopale latina e il castello assume il rango di una vera e propria fortezza. Nel 1272, con la dominazione angioina, il castello divenne regio e venne scelto Giovanni Conte come primo reggente. Lo stesso Carlo D’Angiò, nel 1273 venne ospitato nel castello. Il re, nel 1275, decise di riparare il maniero impiegando manodopera locale, con i fondi stanziati per i regi castelli. Questi lavori vennero eseguiti solo in parte a causa dei mezzi finanziari insufficienti che verranno, però, erogati l’anno successivo. L’edificio ospitò molte famiglie importanti, i Colonna, gli Orsini del Balzo e i D'Artus.
Nel 1537, in seguito all'occupazione della città da parte dei turchi, il Castello venne gravemente danneggiato: due torri furono distrutte come del resto buona parte dell'ala occidentale, del pianterreno e del primo piano. Nel 1564, il conte Vincenzo Pandone, riprese a riedificare la struttura; l’opera fu, poi, continuata nel 1642 dal conte Emanuele Vaaz de Andrada. Nel 1643, il castello, insieme al feudo ugentino, venne acquistato dalla Casata dei Marchesi D’Amore che trasformarono, in maniera radicale, l’edificio. Pur risiedendo saltuariamente a Ugento, i marchesi si impegnarono per rendere fastosa questa residenza, adeguando l’antica struttura militare alle proprie esigenze e ampliando le fabbriche preesistenti con ambienti dotati di moderna funzionalità e con nuovi spazi di rappresentanza, opportunamente decorati da cicli pittorici di soggetto mitologico. Il castello assunse un nuovo volto: da solida struttura difensiva a sontuosa dimora marchesale. Promotori di questi interventi nel biennio 1694-1695, sono i fratelli Nicola e Francesco d’Amore che costruirono, nel cosiddetto “piano nobile”, nuove e fastose sale da ricevimento decorate da un ciclo di affreschi ispirato alla mitologia greca e romana, all’Antico Testamento e arricchito da aneddoti della storia di Roma antica. Questi affreschi potrebbero essere stati concepiti per celebrare l’avvenuta affermazione sociale dei due committenti. Nel corso degli anni il Castello di Ugento cadde in un cattivo stato conservativo, fino al 2013 quando vennero avviati dei lavori di restauro che hanno riportato la struttura al suo antico splendore.

## Architettura
Lo stile utilizzato è tardo barocco, uno stile decorativo che investì tutti i contesti dell’espressione artistica e fu caposaldo di un periodo di ricostruzione che trasformò l’impronta architettonica della zona. Il tema che attraversa gli elementi decorativi del castello è incentrato su un gioco di parole che vede protagonisti il cognome della famiglia (d’Amore) e le figure di Venere e Cupido, divinità classiche dell’Amore, oltreché per l’eredità matrimoniale stabilita da Pietro Giacomo, capostipite del Casato, allo scopo di evitare che la dinastia si estinguesse e che la proprietà venisse frazionata.
L’iconografia degli affreschi si basa, specie nel cosiddetto “Salone Antico", su Le Metamorfosi di Ovidio. Si tratta di parabole che illustrano il beneficio di contrarre un buon matrimonio e proteggere il patrimonio di famiglia. Lo stemma della famiglia, che ritroviamo anche in una delle sale affrescate, è rappresentato da un pellicano che con il becco si apre il petto per donare il proprio cuore e le proprie viscere ai suoi cuccioli. I tre pulcini poggiano su tre monticelli che rappresentano i feudi di Ugento, Ruffano e San Mango, di cui i d’Amore erano Marchesi. Attualmente un’ala del castello è stata trasformata in un elegante resort, mentre gli antichi magazzini ospitano una scuola internazionale di cucina mediterranea e salentina.